# Крымшамхалов, Сеит-Бий Аслан-Бекович
Сеит-Бий Крымшамхалов (карач.-балк. Кърымшаухалланы Асланбекни джашы Сейит-бий) — офицер Русской императорской армии, участник Первой мировой войны, кавалер восьми боевых наград, в том числе Георгиевского оружия (1917). Участник Гражданской войны.

## Биография
Сеит-Бий Крымшамхалов родился 15 мая 1888 года в с. Карт-Джурт в княжеской семье. Получив начальное образование, занимался скотоводством. Когда в августе 1914 года в Карачае начался набор добровольцев в Кавказскую туземную конную дивизию, одним из первых вступил в её ряды, в 3-ю Баталпашинскую сотню Черкесского конного полка. Одним из первых в дивизии заслужил свою первую награду — Георгиевский крест IV степени (№ 159476).
В боях у города Станиславова заслужил Георгиевский крест III степени (№ 44272). Командование отмечало:

15 февраля во время атаки лавой, при следовании командира полка к деревне Цу-Бабино, в тылу командира полка из расположения неприятельских окопов стали раздаваться выстрелы, очевидно, незаметно прятавшегося в окопах неприятеля: вызвавшись охотником выбить этих неприятельских стрелков, стрелявших в упор, совершил оное с полным успехом и тем, безусловно, спас жизнь командиру полка.
В чине прапорщика, командуя одним из взводов сотни, он заслужил свой первый орден. В первой половине сентября всадники 3-й сотни вели разведку, выясняли обстановку и вступали в боевые соприкосновения с противником. Тогда же временно командующий полком подполковник Султан Крым-Гирей представил к награждению прапорщика Сеит-Бия Крымшамхалова. В наградном листе говорилось:

5 сентября, когда полк находился в деревне Коссово и была потеряна связь с 9-й кавалерийской дивизией, прапорщик Крымшамхалов с разъездом, несмотря на артиллерийский и ружейный огонь, выдвинулся вперед, выяснил обстановку и, благодаря его смелой и быстрой работе, была восстановлена связь с 9-й кавалерийской дивизией, чем способствовал общему успеху. Прошу наградить его орденом Святой Анны 3-й степени с мечами и бантом.
Однако командование решило наградить Сеит-Бия Крымшамхалова другой наградой — орденом Святого Станислава 3-й степени с мечами и бантом (приказ по 9-й армии от 21 апреля 1916 года). А уже в конце сентября, проявив отвагу в бою у деревни Петликовце-Нове, Крымшамхалов заслужил второй орден — Святой Анны 4-й степени с надписью «За храбрость».
С осени 1915 года по конец мая 1916 года полки Кавказской конной дивизии несли сторожевую службу. Прапорщик С.-Б. Крымшамхалов неоднократно руководил разведкой, ходил в дозоры. Во время Брусиловского прорыва, 31 мая 1916 года, Черкесский полк, в авангарде которого наступала 3-я Баталпашинская сотня, полностью захватил деревню Окно и станцию. Всадники сотни, ворвавшись на станцию, уничтожили её охранников и захватили богатые трофеи. Число же пленных составило 157 человек. За этот бой Сеит-Бий был представлен к ордену Святого Владимира 4-й степени, но приказом 9-й армии от 27.06.1916 года был награждён орденом Святой Анны 3-й степени с мечами и бантом. В июне-июле кавказские сотни отбивали контратаки противника и проводили разведку. С.-Б. Крымшамхалов неоднократно возглавлял сотенный разведывательный разъезд, неся сложную и опасную службу. О напряженности тех дней ярко свидетельствуют записи в его полевой книжке:

21 июня. Высота 399. — Командиру 3-й сотни.
Доношу, что с восточной стороны высоты 399 удалось добраться на саму высоту, откуда видно все движение неприятеля. Отлично было для артиллерийского наблюдения на участке 7-й роты. Противник накатывается постоянно. Слежу за неприятелем.
За бой у деревни Королювка 16-го июля 1916 г., увенчавшийся полным успехом, прапорщик С.-Б. Крымшамхалов, командовавший разведкой, приказом по 9-й армии от 2.08.1916 г. был награждён орденом Св. Станислава 2-й степени с мечами и бантом. Вскоре Крымшамхалов за боевое отличие был произведён в подпоручики милиции, с переименованием в корнеты по кавалерии.

С начала декабря и до конца 1916 г. дивизия, помогая войскам Румынии, вела ожесточенные бои с немецкими войсками, действуя в гористой местности Восточных Карпат, в районе городов Роман и Бакэу. Умело командуя всадниками, проявляя личную храбрость, корнет Крымшамхалов за бой 15 декабря на высотах против селения Сальчей приказом по 4-й армии от 27.03.1917 года был награждён орденом Святой Анны 2-й степени с мечами и бантом. Свою наиболее почетную награду Сеит-Бий Крымшамхалов заслужил в последнем наступлении российской армии летом 1917 года. Тогда, 27 июня, во время наступления частей 12-го армейского корпуса, 3-й сотне Кавказской туземной конной дивизии было приказано под навесным огнём наших 4-х пулеметов переправиться через реку Ломницу и атаковать цепи противника с целью занять деревню Блудники. Бесподобная работа 3-й сотни, самоотверженность и храбрость всех её чинов, поднятая беспримерным порывом корнета Сеит-Бия Крымшамхалова, давшего и напомнившего всадникам заветы рыцарства, послужила началом блестяще завершившейся конной атаки и занятия села Блудники. Деревня Блудники была удержана нами и ночью сдана подошедшим частям ударного батальона 56-й пехотной дивизии. Состав 1-го взвода — 27 шашек. Потери его — 1 всадник убит, 6 — ранено и 9 лошадей убито. Захвачено пленных 20 спешенных гусар, много изрублено.
Подробные свидетельские показания о том бое дал начальник 6-й конно-пулеметной команды отряда Балтийского флота штабс-капитан Ананьев, завершив их следующими словами:

Беззаветная храбрость корнета Крымшамхалова вызвала восхищение всех моих пулеметчиков, не говоря уже обо мне. О высокой доблести корнета Сеит-Бия Крымшамхалова своею подписью свидетельствую, что он во имя справедливости мог быть награждён отличием героя.
Командир полка полковник Чавчавадзе представил Сеит-Бия Крымшамхалова к Георгиевскому оружию. Ходатайства были направлены командиру 3-й бригады генерал-майору А. Гагарину, который, поддержав их, добавил:

Находясь у брода, я лично был свидетелем подвига корнета Сеит-Бия Крым-Шамхалова, а потому особенно ходатайствую о награждении…
Приказ командующего 8-й армией о награждении С.-Б. Крымшамхалова Георгиевским оружием был издан 14 октября. И, таким образом, корнет Сеит-Бий Крымшамхалов стал одним из 18 офицеров-горцев Кавказской конной дивизии, награждённых за три года боев Георгиевским оружием. Подвигом в бою у р. Ломницы он вписал своё имя золотыми буквами в боевую летопись дивизии.
Приказом по армии и флоту 29.09.1917 года С.-Б. Крымшамхалов был произведен в поручики. К этому времени дивизия уже находились на родине, куда была отправлена по собственной просьбе, после того как отказалась поддержать мятеж генерала Корнилова.
После Октябрьской революции 1917 года Сеит-Бий, как и многие офицеры дивизии, стал на путь борьбы с большевиками. В организованном осенью 1918 году Карачаевском конном полку он возглавил 3-ю сотню. Отважно сражаясь с Красной Армией на Северном Кавказе, на Царицынском фронте, участвуя в оборонительных боях 1920 года, он был произведен в есаулы. После поражения Белого движения Сеит-Бий Аслан-Бекович остался на родине и принял активное участие в антисоветском восстании в Карачае в сентябре-октябре 1920 года.
В первой половине 1920-х годов, пользуясь объявленной амнистией, связанной с характерной для НЭПа либерализацией, Сеит-Бий Крымшамхалов проживал в Баксанском ущель Балкарии, сохраняя наследие Исмаила Мырзакуловича Урусбиева, дочерью которого была его мать — Мисирхан. Впоследствии, вернувшись в Карачай, работал лесничим Джаланкольского лесничества. Но уже с конца 1920-х годах органы власти начали подвергать его лишению избирательных прав, превращая в изгоя в тогдашнем обществе. В 1929 году Сеит-Бий был арестован и по стандартным обвинениям в контрреволюционности осужден к заключению в лагеря, где и скончался.
Вплоть до 1990-х годов имя героя российской армии, кавалера восьми боевых наград, отважного офицера Сеит-Бия Крымшамхалова находилось под запретом. В 1999 году решением прокуратуры КЧР Сеит-Бий Аслан-Бекович Крымшамхалов был официально реабилитирован (посмертно).

## Интересные факты
- В годы Первой мировой войны 5702 офицера и генерала были награждены Георгиевским оружием. Из их числа 15 горцев Кавказской туземной конной дивизии стали кавалерами Золотого оружия